# Aa microtidis
Aa microtidis је врста из рода орхидеја Aa из породице Orchidaceae.
Врсту је описао Рудолф Шлехтер 1922. године, примерак је сакупљен из планинског подручја у Пуна Патанка, Тариха, Боливија. Шлехтер је утврдио да личи на Aa calceata, али са много мањим цветом.